# Horti Tauriani
Pour les articles homonymes, voir Hortus (homonymie).
Les Horti Tauriani (« jardins de Taurus ») sont un ensemble de jardins de la Rome antique situés autour de la résidence de Titus Statilius Taurus, un personnage éminent du Ier siècle, sur la colline de l'Esquilin dans l'Esquilino (rione de Rome). À l'époque d'Auguste, ils étaient dans les limites de la région V (Esquiliae) et occupaient toute la zone comprise entre l'ancienne via Labicana, l'agger Servian, puis la limite représentée par le mur d'Aurélien, sur une surface d'environ 36 hectares.

## Histoire

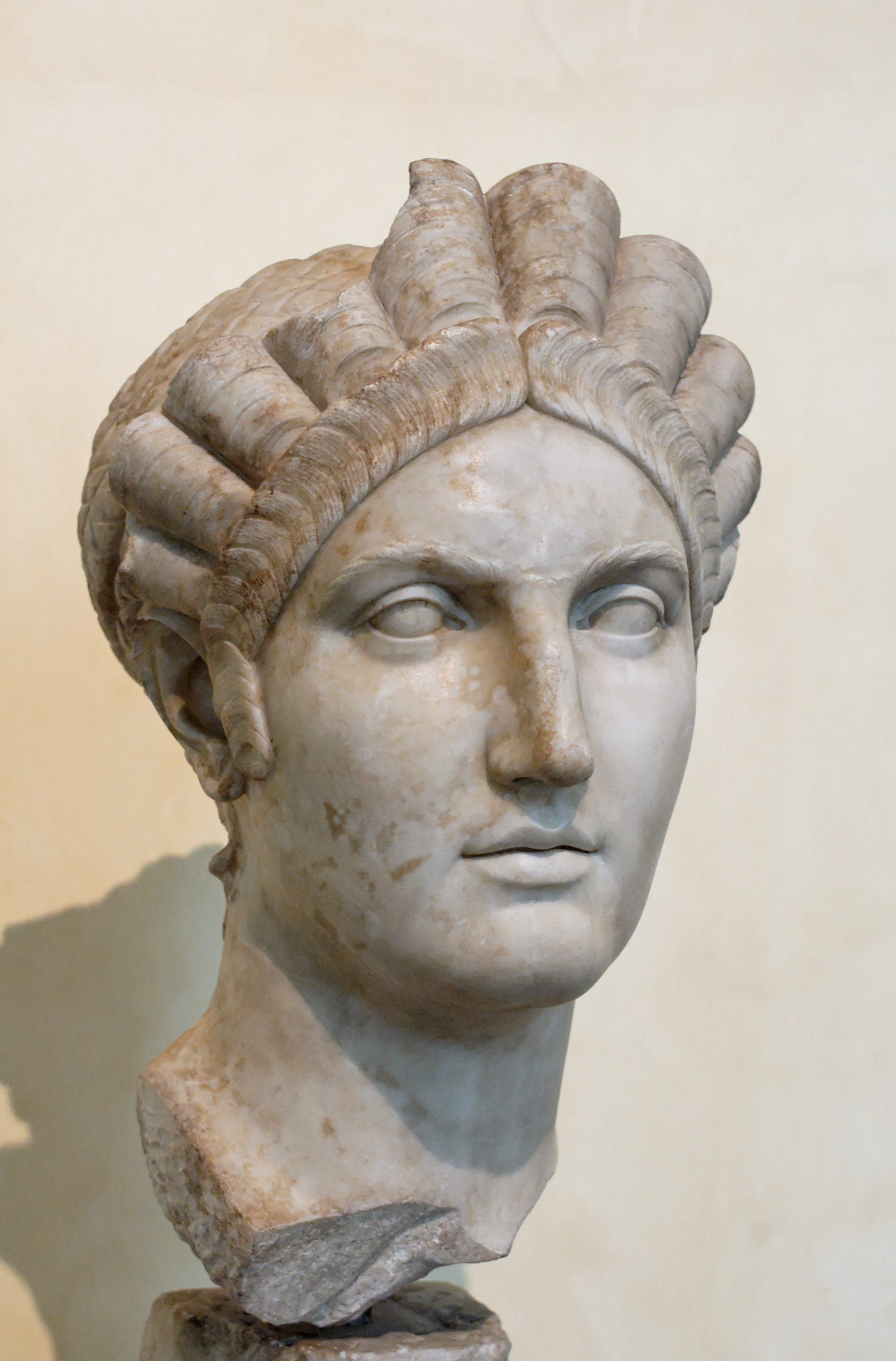
Buste de Salonia Matidia aux Horti Tauriani, maintenant aux Musées du Capitole.

Les jardins ont été nommés d'après le propriétaire Titus Statilius Taurus, consul en 44, accusé de pratiques magiques en 53 et contraint de se suicider par Agrippine la Jeune, qui souhaitait s'en emparer, peut-être en raison de l'ampleur de la propriété, de la splendeur de la villa et de la proximité avec le quartier permettant l'entrée à Rome des nombreux aqueducs, quartier très délicat sur le plan stratégique pour la défense de la ville. Au début de l'empire, la gens Statilia est propriétaire de la vaste zone comprise entre la Via Tiburtina et la Via Labicana-Praenestina, prouvée par la découverte d’une fistule romaine avec l'inscription T. STATILI TAVRI, où se trouvent également ses monuments funéraires et ceux de la gens Arruntia. Agrippine, la femme de Claude, incita Tarquitius Priscus à accuser le Sénateur, d'abord de concussion, puis de pratiques magiques. Taurus n'attendit pas le verdict du Sénat et préféra se suicider, ce qui permit à l'empereur de lui confisquer ses biens en 53 et de les adjoindre aux domaines impériaux.
Sous Claude et Néron, les jardins sont divisés (Horti Pallantiani, Horti Epaphroditiani) au profit des affranchis impériaux Epaphroditus et Pallas. Partiellement réunies par Gallien au IIIe siècle, elles font partie des Jardins Liciniani voisins dont l'empereur est le propriétaire.
Par la suite, ils sont à nouveau démembrés : à la fin du IVe siècle, le praefectus Urbi Vettius Agorius Praetextatus en possède une partie, le Horti Vettiani, qui s'étend dans la zone de l'actuel palais Brancaccio (Rome). Les restes de la domus ayant appartenu à Pretestatus et à son épouse Aconia Fabia Paulina ont été identifiés grâce aux noms inscrits sur les fistules trouvées à l'intérieur du bâtiment. Un  mur construit avec des matériaux de récupération a restitué, comme cela s'est produit dans plusieurs autres cas sur l'Esquilin, une quantité extraordinaire de fragments de statues.

## Fouilles

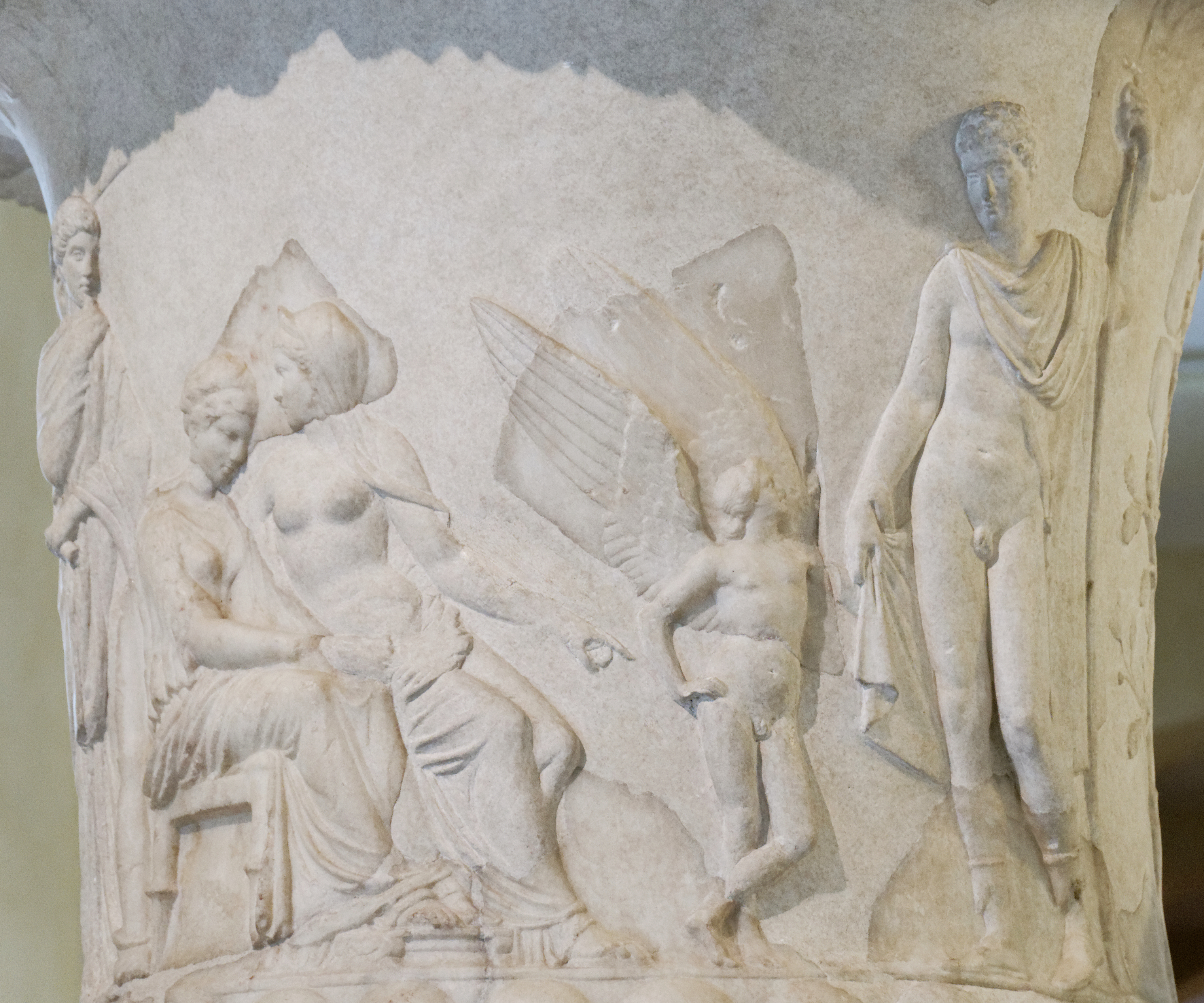
Cratère en marbre du Pentélique avec le mariage d'Hélène et de Paris, musées du Capitole.

Les fouilles effectuées dans la zone attribuable aux Horti Tauriani et Lolliani n'ont pas permis d'identifier des structures architecturales pouvant être attribuées avec certitude aux noyaux résidentiels des villas. De plus, il n'est pas possible de préciser le plan décoratif des Horti Tauriani en raison de la coïncidence probable de leurs limites avec celles de la Villa Montalto Peretti (plus tard Negroni-Massimo), où les activités de recherche, au cours des siècles passés, n'ont pas été documentées.
Dans le volume consacré à l'élévation de l'Obélisque du Vatican, l'architecte Domenico Fontana rapporte parmi les faits les plus significatifs du pontificat du pape Sixte V, que le pontife fit raser tous les monuments antiques qui encombraient sa villa Esquiline pour régulariser avec les gravats la pente du terrain.
Quant à l'extension des Horti Tauriani, une donnée topographique consiste en quelques bornes en travertin, qui portent l'inscription CIPPI HI FINIV [NT] / HORTOS CALYCLAN ( os !) / ET TAVRIANOS, trouvées in situ derrière l'Église Sant'Eusebio de Rome. Ces pierres indiquent que la propriété voisine était attribuable à un Calycles non identifié, où se trouvait la limite ouest des Horti Tauriani (celle de l'est était hypothétiquement située à la Porta Maggiore).
Un noyau important de découvertes s'articule autour d'une structure d'Opus reticulatum caractérisée par trois grandes niches, découvertes en 1875 via Principe Amedeo ; avec une fistule portant l'inscription T ( iti ) STATILI TAVRI qui confirme la propriété de la zone, de nombreuses sculptures y ont été trouvées dont la statue plus grande que nature représentant probablement Hygie. L'autre figure féminine, mais dont seule la partie supérieure a été conservée et dans laquelle Artémis peut-être être reconnue, est proportions similaires ; la statue, elle aussi plus grande que nature, transformée en Roma chrétienne à la fin du XIXe siècle pour orner la tour du Palais sénatorial provient de ce même lieu. Les trois sculptures semblent avoir été conçues ensemble pour la décoration d'un même monument : la coïncidence de la présence d'un édifice à trois niches monumentales apparaît, dans ce cas, particulièrement significative.
Dans la même fouille ont été retrouvés : une statue de vache, faisant peut-être partie d'un groupe pastoral et probable copie du bronze original de Myron créé pour l' Acropole d'Athènes, et trois reliefs : l'un représente un paysage sacré avec un sanctuaire entouré de hautes murailles, un relief fragmentaire de facture néo-attique figure le quadrige en vis-à-vis d'Hélios (le Soleil) et de Séléné (la Lune).
Un autre important complexe de sculptures a été découvert entre 1872 et 1873 à l'est de la Piazza Manfredo Fanti, lors de la démolition d'un mur de fondation attaché à un bâtiment dans lequel Rodolfo Lanciani reconnaît différentes phases de construction du IIe au IVe siècle. Dans les murs du bâtiment, une série de fistules a été trouvée avec les noms de Vettius Agorius Praetextatus, praefectus Urbi de 367-368, et de son épouse Aconia Fabia Paulina, éléments qui ont fait supposer à Lanciani que le bâtiment était l'une de leurs domus. Lors du démantèlement du mur, ont été trouvés : les portraits d'Adriano et de sa femme Vibia Sabina, les deux cratères en marbre, l'un dans un style archaïsant représentant le mariage d'Hélène et Pâris, l'autre avec une représentation vivante d'un cortège dionysiaque, et une tête colossale de ménade. À la même occasion, le Groupe de l'Aurige de l'Esquilin a également été trouvé, qui forme avec la statue de cheval retrouvée à quelques centaines de mètres dans un autre mur, un remarquable ensemble sculptural datant de l'époque julio-claudienne.
Le phénomène lié à la construction des murs avec des fragments de sculptures caractérise toute l'extension de l'Esquilin et a eu diverses explications. La plus accréditée (Coates-Stephens) la rapporte à la construction très rapide du Mur d'Aurélien, érigé entre 270 et 273. La nécessité de niveler de vastes zones du territoire, pour permettre le passage de la structure défensive, aurait causé des destructions importantes avec la disponibilité inépuisable et conséquente de matériaux de marbre brisé.